# Maria Luisa di Borbone-Parma
Maria Luisa di Borbone-Parma (Parma, 9 dicembre 1751 – Roma, 2 gennaio 1819) fu regina consorte di Spagna dal 1788 al 1808 come moglie del re Carlo IV di Spagna.
Francisco Goya dipinse molti dei suoi ritratti. Fu spesso descritta dai contemporanei come una donna estremamente brutta, quasi selvaggia, viziosa e grossolana che dominava completamente il re. Regina decisa e intrigante, corrotta e amante del piacere, aveva note rivalità con la duchessa d'Alba, la duchessa di Osuna e sua cognata, Maria Carolina, regina di Napoli.
Nel 1792 venne fondato l'ordine della regina Maria Luisa, riservato solo alle donne.

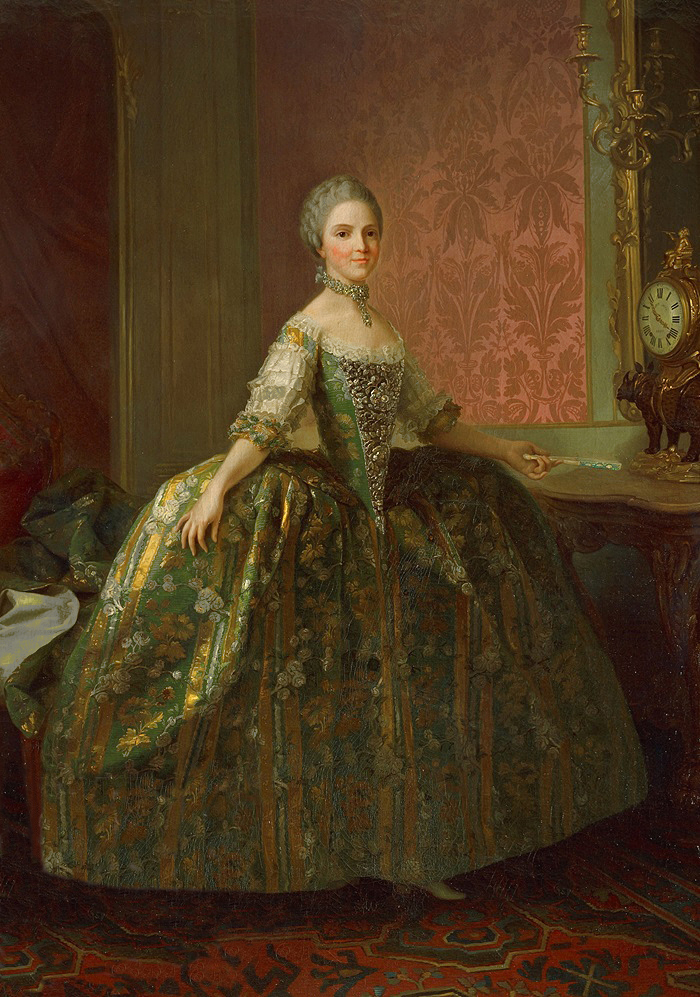
Maria Luisa di Borbone-Parma, ritratta durante la giovinezza da Laurent Pêcheux.

## Infanzia
Era figlia minore del duca Filippo I di Parma, e di sua moglie, Luisa Elisabetta di Francia, figlia maggiore di Luigi XV di Francia. Fu battezzata come Luisa Maria Teresa Anna, in onore dei nonni materni e della sorella prediletta di sua madre, Anne Enrichetta di Francia, ma conosciuta come Maria Luisa. Lei, suo fratello, il futuro duca Ferdinando I di Parma, e sua sorella, la principessa Isabella di Parma, arciduchessa d'Austria, morta all'età di 22 anni, furono educati da Étienne Bonnot de Condillac, filosofo francese e membro dell'accademia francese dal 1768, amico di Diderot e Rousseau.
Maria Luisa non era considerata bella come sua sorella maggiore, ma era comunque descritta come attraente, sebbene fosse piuttosto bassa.

## Giovinezza ed età adulta

### Principessa delle Asturie
Sua madre tentò di fidanzarla con Luigi Giuseppe Saverio, erede al trono di Francia e duca di Borgogna. Tuttavia, il giovane duca morì nel 1761. Nel 1762, Maria Luisa si fidanzò invece con il cugino Carlo, principe delle Asturie. Quando sua sorella maggiore Isabella morì nel 1763, vi furono suggerimenti che Maria Luisa sposasse il vedovo di sua sorella, l'imperatore Giuseppe II, ma la proposta fu rifiutata e il suo fidanzamento con Carlo fu confermato. Il matrimonio ebbe luogo il 4 settembre 1765 nel palazzo de La Granja. Lei aveva tredici anni, lui sedici. La coppia ebbe quattordici figli, di cui sette raggiunsero l'età adulta:
- Carlo Clemente (19 settembre 1771 - 7 marzo 1774);
- Carlotta Gioacchina (25 aprile 1775 - 6 luglio 1830), regina consorte del Portogallo;
- Maria Luisa (11 settembre 1777 - 2 luglio 1782);
- Maria Amalia (9 gennaio 1779 - 22 luglio 1798), infanta di Spagna;
- Carlo Domenico (5 marzo 1780 - 11 giugno 1783);
- Maria Luisa (6 luglio 1782 - 13 marzo 1824), regina di Etruria e, in seguito, duchessa di Lucca;
- Carlo Francesco (5 settembre 1783 - 11 novembre 1784);
- Filippo Francesco (5 settembre 1783 - 18 ottobre 1784);
- Ferdinando (14 ottobre 1784 - 29 settembre 1833) succedette a suo padre come re di Spagna;
- Carlo Maria (29 marzo 1788 - 10 marzo 1855) pretendente carlista;
- Maria Isabella (6 giugno 1789 - 13 settembre 1848), regina consorte di Francesco I delle Due Sicilie;
- Maria Teresa (16 febbraio 1791 - 2 novembre 1794);
- Filippo María (28 marzo 1792 - 1º marzo 1794);
- Francesco di Paola (10 marzo 1794 - 13 agosto 1865).

Maria Luisa rimase incinta ben ventiquattro volte, ma dieci delle sue gravidanze finirono in aborti, di cui quattro solo nel primo mese e tre ravvicinate in altrettanti mesi.
Poiché non vi era una regina in Spagna a quel tempo, Maria Luisa divenne fin dall'inizio la prima donna di corte. Maria Luisa venne descritta come intelligente, ambiziosa e dominante. Per quanto riguarda il suo aspetto, era considerata carina al momento del suo matrimonio. Era conosciuta per la sua eleganza e stravaganza nella moda e nella gioielleria. Tuttavia, già all'età di trent'anni, con le numerose gravidanze, invecchiò precocemente, e secondo l'ambasciatore russo Zinoviev, la grande quantità di gravidanze e probabilmente malattie ereditarie hanno influito negativamente sul suo aspetto fisico, e a un certo punto arrivò a perdere i denti e la sua pelle assunse una tonalità tendente al giallo. Il suocero Carlo III la considerava frivola e tentò di controllare e supervisionare la sua vita privata e limitare la sua libertà personale, ma con scarso successo.
Sin dall'inizio, Maria Luisa esercitò un forte dominio sul marito. Suo suocero, Re Carlo III, si preoccupò di allontanare sia Carlo che Maria Luisa dagli affari di stato; tuttavia, mentre il principe era di carattere passivo e dedito ai suoi interessi di caccia e di meccanica, Maria Luisa non rinunciò ad interessarsi alle questioni politiche del regno, attirandosi così le antipatie del circolo che si radunò in opposizione all'erede al trono.

### Regina

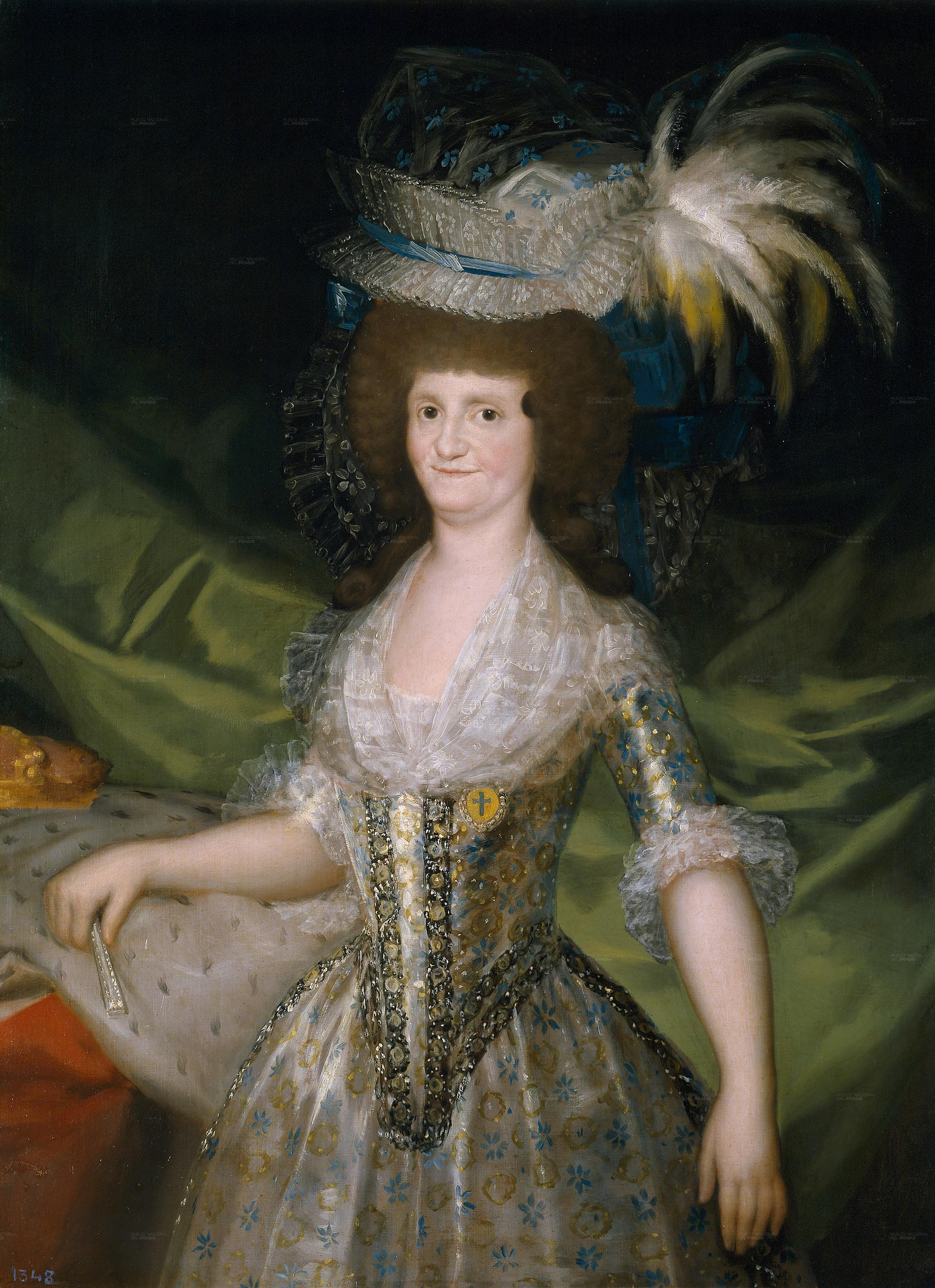
Ritratto di Maria Luisa di Francisco Goya del 1789.

Nel 1788, il consorte succedette al padre. Al primo incontro tra Carlo IV e i suoi ministri presenziò anche Maria Luisa, fatto che attirò l'attenzione e che divenne la regola durante il regno di suo marito. Maria Luisa dominava Carlo IV e quindi il governo, ma a sua volta subiva l'influenza del primo ministro Manuel de Godoy, con il quale intratteneva una relazione.

Maria Luisa era nota a corte per le numerose relazioni amorose; la più celebre di esse fu proprio quella che intrattenne con il primo ministro, che i pettegolezzi contemporanei indicarono come amante di lunga data. Nel 1784 da semplice membro della guardia fu promosso ai ranghi più elevati, quando Carlo e Maria Luisa salirono al trono e fu nominato primo ministro nel 1792. Si diceva anche che Godoy fosse il padre naturale di molti dei suoi figli. Nel 1791, il ministro Floridablanca accusò Godoy di essere l'amante della regina, il che lo portò a perdere la sua posizione. Diversi altri uomini oltre a Godoy sono stati indicati come suoi amanti, tra cui il suo cortigiano Mallo.

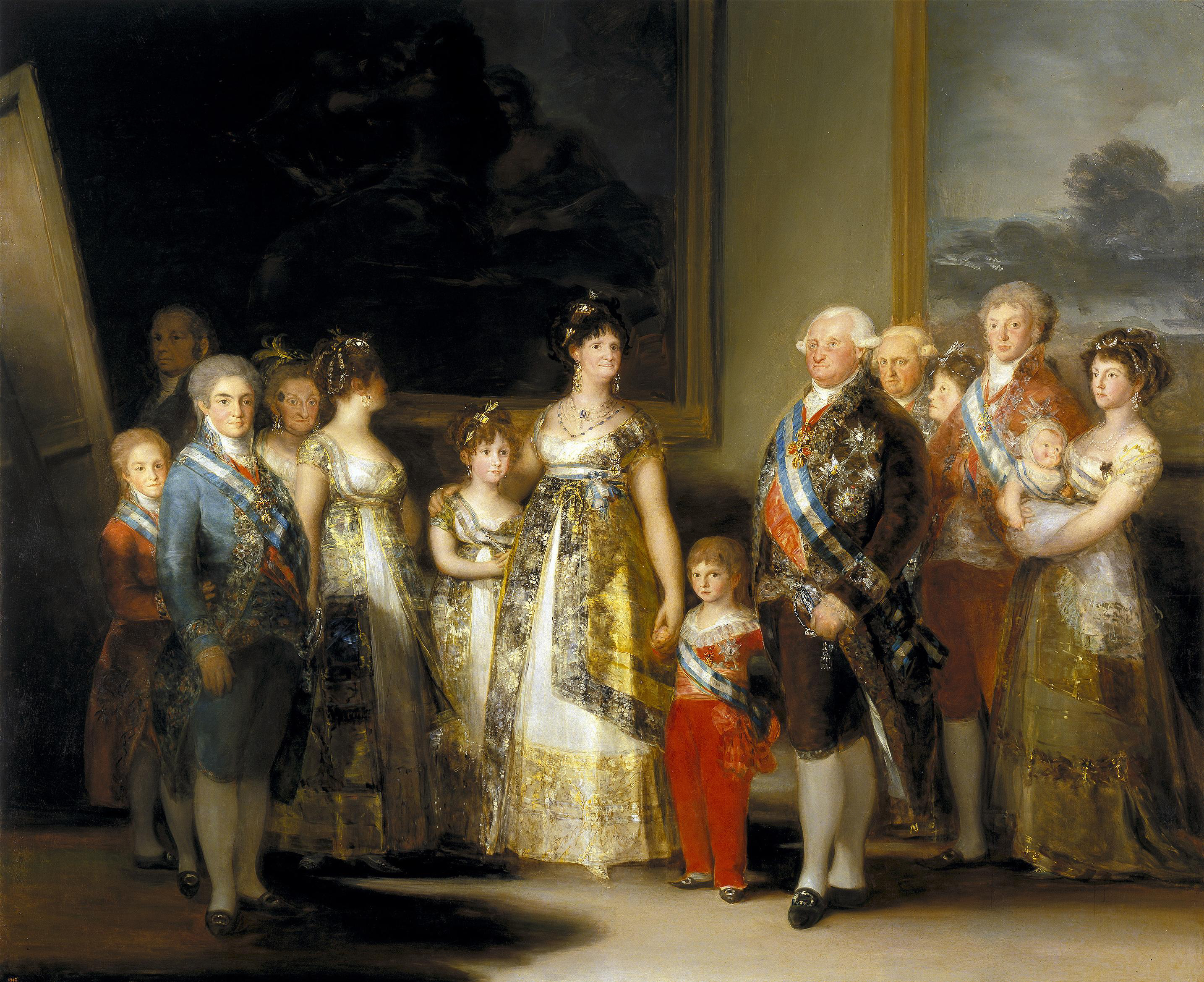
La famiglia di Carlo IV ritratti da Francisco Goya 1801

Molto contemporanei, tra cui l'ambasciatore francese Alquier, riferirono di queste voci, anche nella corrispondenza diplomatica dell'epoca. La loro verità è tuttavia messa in dubbio e alcuni episodi potrebbero essere stati inventati o esagerati per ragioni politiche dalla corte reale, così come dalle potenze straniere; non ci sono prove dirette che avesse degli amanti. Il confessore della regina, Fray Juan Almaraz, sostenne nel suo testamento che la regina gli avesse rivelato in articulo mortis l'illegittimità di tutti i suoi figli.. La veridicità di tale testimonianza, tuttavia, rimane controversa. Il re Carlo IV non espresse mai alcun sospetto o dubbio sulla fedeltà della regina. Non c'è dubbio, tuttavia, che Maria Luisa e Godoy avessero una relazione intima indipendentemente dalla natura di essa, poiché la loro corrispondenza illustra che ella gli parlò di argomenti intimi, come l'interruzione delle sue mestruazioni e la depressione causata dalla menopausa. 
La rivalità tra la regina e la duchessa di Osuna e la duchessa d'Alba attirò l'attenzione dell'opinione pubblica, e quando la duchessa d'Alba morì nel 1802, si diceva che fosse stata avvelenata dalla regina. Nel1806 si diffusero pettegolezzi di natura simile quando morì la moglie di suo figlio, la principessa Maria Antonia di Napoli e di Sicilia.
Maria Luisa era interessata alla musica e all'arte, ed era conosciuta come protettrice degli artisti, in particolare di Francisco Goya.

La presunta relazione della regina con il primo ministro Godoy, in combinazione con la sua presunta influenza politica, la espose al malcontento del pubblico per il trattato che Godoy firmò con la Francia napoleonica, grazie al quale alle truppe francesi era concesso di stazionare in Spagna, e in un incidente la regina fu minacciata da una folla e dovette essere protetta dal suo cocchiere. Nel 1808, il malcontento popolare per la politica contro la Francia provocò una rivolta ad Aranjuez.

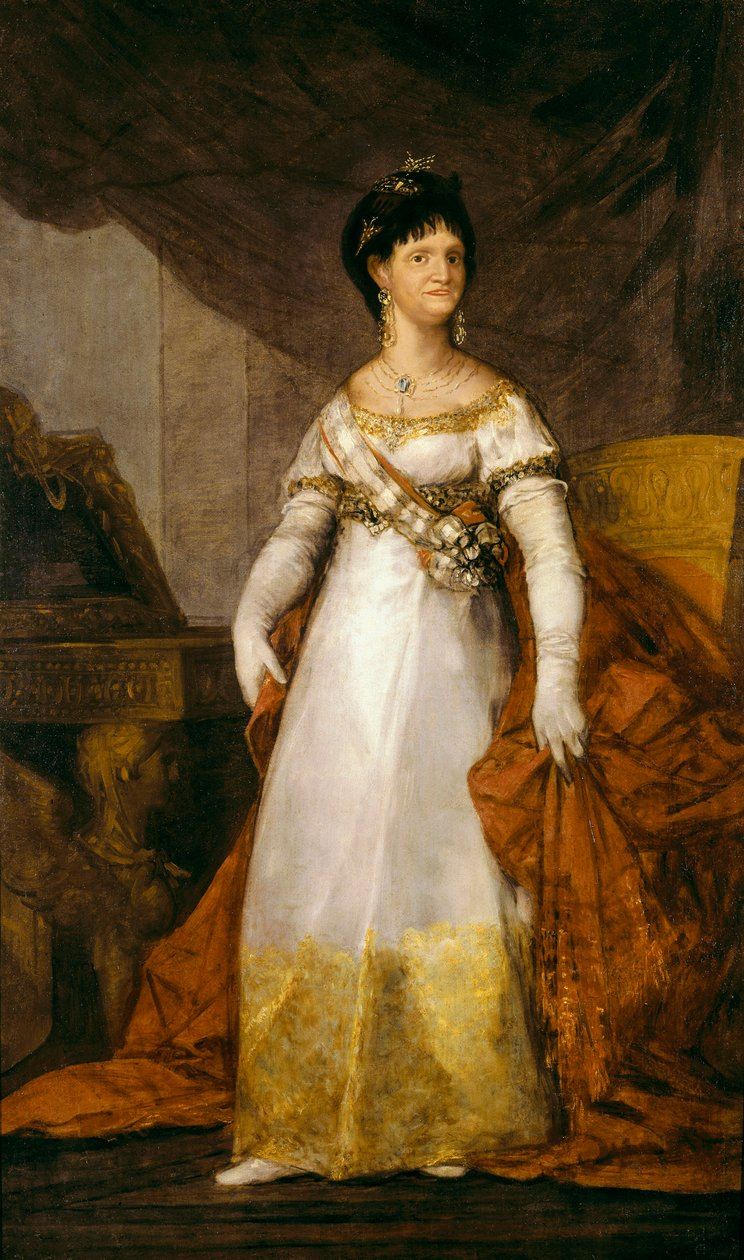
Maria Luisa ritratta come regina di Spagna da Francisco Goya nel 1810.

## Ultimi anni e morte
Il 19 marzo 1808, Carlo IV abdicò in favore del figlio Ferdinando VII a causa di pressioni da Napoleone I. Nell'aprile del 1808, Maria Luisa accompagnò Carlo IV e Manuel Godoy a un incontro con Napoleone a Bayonne, per persuadere l'imperatore a intercedere e ad assistere il marito nel reclamare il trono spagnolo dal figlio. All'incontro, però, Napoleone costrinse sia Carlo IV che Ferdinando VII a rinunciare alle loro pretese al trono in favore del fratello Giuseppe Bonaparte e dichiarò decaduta la dinastia borbonica di Spagna. Quando l'esercito di Napoleone invase la Spagna, diversi opuscoli la incolpavano dell'abdicazione.
Dopo l'abdicazione forzata, Maria Luisa visse con Carlo IV e Manuel Godoy come prigionieri di stato di Napoleone in Francia. Prima a Compiègne e ad Aix-en-Provence, furono autorizzati a trasferirsi a Marsiglia, dove vissero per quattro anni. Nel 1812 gli fu concesso di stabilirsi sotto la protezione del Papa nel Palazzo Barberini a Roma.
Dopo la caduta di Napoleone nel 1814, suo figlio Ferdinando VII fu reintegrato sul trono spagnolo. Tuttavia, vietò ai suoi genitori e a Godoy di tornare in Spagna. Durante il temporaneo ritorno al potere di Napoleone in Francia nel 1815, Maria Luisa, Carlo e Godoy partirono per la Francia, ma dopo la sua caduta definitiva tornarono a Roma, dove gli ex sovrani crearono una vasta collezione di dipinti di artisti come Tiziano, Correggio, Leonardo, Lucas Cranach, Andrea del Sarto, Parmigianino, Bronzino, Palma il Vecchio, Tintoretto, Veronese, Poussin, Gaspar Dughet, Alessandro Turchi. Questa collezione fu poi trasferita a Madrid.
Sia Maria Luisa che suo marito morirono in Italia all'inizio del 1819. Secondo quanto riferito, Maria Luisa morì di tisi.
Manuel Godoy fu nominato erede universale nel suo testamento, con la dichiarazione che aveva condiviso il loro esilio e per questo aveva perso i suoi beni.

## Ascendenza
|                                     |                                             |                                | Genitori                            |  |  | Nonni |  |  | Bisnonni               |  |  | Trisnonni            |  |
|                                     |                                             |                                |                                     |  |  |       |  |  | Luigi, il Gran Delfino |  |  | Luigi XIV di Francia |  |
|                                     |                                             |                                |                                     |  |  |       |  |  | Luigi, il Gran Delfino |  |  | Luigi XIV di Francia |  |
|                                     |                                             | Maria Teresa di Spagna         |                                     |  |  |       |  |  | Luigi, il Gran Delfino |  |  |                      |  |
| Filippo V di Spagna                 |                                             |                                |                                     |  |  |       |  |  | Luigi, il Gran Delfino |  |  |                      |  |
|                                     |                                             | Maria Anna Vittoria di Baviera | Ferdinando Maria di Baviera         |  |  |       |  |  |                        |  |  |                      |  |
|                                     |                                             | Maria Anna Vittoria di Baviera | Ferdinando Maria di Baviera         |  |  |       |  |  |                        |  |  |                      |  |
|                                     |                                             | Maria Anna Vittoria di Baviera | Enrichetta Adelaide di Savoia       |  |  |       |  |  |                        |  |  |                      |  |
| Filippo I di Parma                  |                                             | Maria Anna Vittoria di Baviera |                                     |  |  |       |  |  |                        |  |  |                      |  |
|                                     |                                             | Odoardo II Farnese             | Ranuccio II Farnese                 |  |  |       |  |  |                        |  |  |                      |  |
|                                     |                                             | Odoardo II Farnese             | Ranuccio II Farnese                 |  |  |       |  |  |                        |  |  |                      |  |
|                                     |                                             | Odoardo II Farnese             | Isabella d'Este                     |  |  |       |  |  |                        |  |  |                      |  |
| Elisabetta Farnese                  |                                             | Odoardo II Farnese             |                                     |  |  |       |  |  |                        |  |  |                      |  |
|                                     |                                             | Dorotea Sofia di Neuburg       | Filippo Guglielmo del Palatinato    |  |  |       |  |  |                        |  |  |                      |  |
|                                     |                                             | Dorotea Sofia di Neuburg       | Filippo Guglielmo del Palatinato    |  |  |       |  |  |                        |  |  |                      |  |
|                                     |                                             | Dorotea Sofia di Neuburg       | Elisabetta Amalia d'Assia-Darmstadt |  |  |       |  |  |                        |  |  |                      |  |
| Maria Luisa di Parma                |                                             | Dorotea Sofia di Neuburg       |                                     |  |  |       |  |  |                        |  |  |                      |  |
|                                     | Luigi, Delfino di Francia, Duca di Borgogna | Luigi, il Gran Delfino         |                                     |  |  |       |  |  |                        |  |  |                      |  |
|                                     | Luigi, Delfino di Francia, Duca di Borgogna | Luigi, il Gran Delfino         |                                     |  |  |       |  |  |                        |  |  |                      |  |
|                                     | Luigi, Delfino di Francia, Duca di Borgogna | Maria Anna Vittoria di Baviera |                                     |  |  |       |  |  |                        |  |  |                      |  |
| Luigi XV di Francia                 | Luigi, Delfino di Francia, Duca di Borgogna |                                |                                     |  |  |       |  |  |                        |  |  |                      |  |
|                                     |                                             | Maria Adelaide di Savoia       | Vittorio Amedeo II di Savoia        |  |  |       |  |  |                        |  |  |                      |  |
|                                     |                                             | Maria Adelaide di Savoia       | Vittorio Amedeo II di Savoia        |  |  |       |  |  |                        |  |  |                      |  |
|                                     |                                             | Maria Adelaide di Savoia       | Anna Maria di Borbone-Orléans       |  |  |       |  |  |                        |  |  |                      |  |
| Luisa Elisabetta di Borbone-Francia |                                             | Maria Adelaide di Savoia       |                                     |  |  |       |  |  |                        |  |  |                      |  |
|                                     |                                             | Stanislao Leszczyński          | Rafał Leszczyński                   |  |  |       |  |  |                        |  |  |                      |  |
|                                     |                                             | Stanislao Leszczyński          | Rafał Leszczyński                   |  |  |       |  |  |                        |  |  |                      |  |
|                                     |                                             | Stanislao Leszczyński          | Anna Jabłonowska                    |  |  |       |  |  |                        |  |  |                      |  |
| Maria Leszcyniska                   |                                             | Stanislao Leszczyński          |                                     |  |  |       |  |  |                        |  |  |                      |  |
|                                     |                                             | Caterina Opalińska             | Jan Karol Opalinski                 |  |  |       |  |  |                        |  |  |                      |  |
|                                     |                                             | Caterina Opalińska             | Jan Karol Opalinski                 |  |  |       |  |  |                        |  |  |                      |  |
|                                     |                                             | Caterina Opalińska             | Zofia Anna Czarnkowska              |  |  |       |  |  |                        |  |  |                      |  |
|                                     |                                             | Caterina Opalińska             |                                     |  |  |       |  |  |                        |  |  |                      |  |

## Nella cultura di massa

### Filmografia
- La maja desnuda (1958), interpretata da Lea Padovani.
- Goya - oder Der arge Weg der Erkenntnis (1971), interpretata da Tat'jana Lolova.
- Volavérunt (1999), interpretata da Stefania Sandrelli.
- L'ultimo inquisitore (2006), interpretata da Blanca Portillo.